# 匙叶微孔草
匙叶微孔草（学名：Microula spathulata）是紫草科微孔草属的植物，是中国的特有植物。分布于中国大陆的云南等地，生长于海拔3,300米的地区，一般生于高山草地，目前尚未由人工引种栽培。